# کوه آدلونگ
کوه آدلونگ {{ازبکی|Mount Adelung) یک کوه در ازبکستان است که در ولایت تاشکند واقع شده‌است. کوه آدلونگ ۴٬۳۰۱ متر بالاتر از سطح دریا واقع شده‌است.